# 溝口元太
溝口 元太（みぞぐち げんた、2007年8月6日 - ）は、日本の子役。東京都出身。スペースクラフトジュニア所属。

## 人物
- NHK-Eテレ「天才てれびくんhello」の2020年度、2021年度てれび戦士として知られる。
- NHK-Eテレ「eダンスアカデミー」で、シーズン4（2016年）とシーズン5（2017年）の2年間、eダンスキッズを務めた。

## 出演

### テレビ
- 天才てれびくんhello（Eテレ、2020年4月 - 2022年3月）- てれび戦士
- u&i『なんで覚えられないの？』（Eテレ）-アイくん役
- eダンスアカデミー（Eテレ）第4・第5シーズン レギュラー
- おはスタ（テレビ東京）バカデコアート 小喜利コーナー
- ワラッチャオ！（NHK-BSプレミアム）
- ヤッポー島（Eテレ）オープニング曲コーラス

### ドラマ
- 早子先生、結婚するって本当ですか？（フジテレビ）-狛江吾郎役
- 恋のツキ（テレビ東京）
- 月曜名作劇場 窓際太郎の事件簿31（TBS）

### 映画
- 約束のネバーランド - トーマ役（2020年）
- オムニバス映画 青春カレイドスコープ
- おかえりかー子 - 戸上たくみ役
- 違国日記（2024年6月7日、東京テアトル / ショウゲート） - 峯田 役[1]

### CM
- スズキ 新型ソリオ

### 舞台
- シアタークリエ「十二番目の天使」ティモシー/リック役（2役）
- Bunkamura30週年記念シアターコクーン・オンレパートリー2018

### アニメ
- 刻々（TOKYO MX）

### WEB
- 君にもできる漫才（大阪チャンネル）